# Naoemon Šimizu
Naoemon Šimizu (japonsko 清水 直右衛門), japonski nogometaš, * ?, † 6. avgust 1945, Hirošima, Japonska.
Za japonsko reprezentanco je odigral dve uradni tekmi in dosegel 1 gol. Umrl je ob jedrskem napadu na Hirošimo.